# Edwin Eliason
Edwin Murray Eliason (conocido como Ed Eliason; Port Gamble, 1 de mayo de 1938) es un deportista estadounidense que compitió en tiro con arco, en la modalidad de arco recurvo.
Ganó cuatro medallas en el Campeonato Mundial de Tiro con Arco al Aire Libre entre los años 1971 y 1981, y una medalla de oro en el Campeonato Mundial de Tiro con Arco en Sala de 1995.
Participó en los Juegos Olímpicos de Múnich 1972, ocupando el quinto lugar en la prueba individual.

## Palmarés internacional
| Campeonato Mundial al Aire Libre | Campeonato Mundial al Aire Libre | Campeonato Mundial al Aire Libre | Campeonato Mundial al Aire Libre |
| Año                              | Lugar                            | Medalla                          | Prueba                           |
| -------------------------------- | -------------------------------- | -------------------------------- | -------------------------------- |
| 1971                             | York (Reino Unido)               | Medalla de oro                   | Equipo                           |
| 1973                             | Grenoble (Francia)               | Medalla de oro                   | Equipo                           |
| 1977                             | Canberra (Australia)             | Medalla de oro                   | Equipo                           |
| 1981                             | Punta Ala (Italia)               | Medalla de oro                   | Equipo                           |
| Campeonato Mundial en Sala       |                                  |                                  |                                  |
| Año                              | Lugar                            | Medalla                          | Prueba                           |
| 1995                             | Birmingham (Reino Unido)         | Medalla de oro                   | Equipo                           |